# Oresbius nivalis
Oresbius nivalis là một loài tò vò trong họ Ichneumonidae.